# Championnats d'Europe féminins de boxe amateur 2001
Navigation
Édition suivante
Les 1er championnats d'Europe de boxe amateur  féminins se sont déroulés du 10 au 14 avril 2001 à Saint-Amand-les-Eaux, France.
Organisées par l'European Boxing Confederation (EUBC), les compétitions se sont disputées dans 13 catégories de poids différentes.

## Résultats

### Podiums
| Catégories                    | Or                  | Argent               | Bronze                                  |
| Poids pailles (-45 kg)        | Oria Mahmoud        | Maria Narozsnik      | Yelena Sabitova Ergun Hulya             |
| Poids mi-mouches (-48 kg)     | Hulya Sahin         | Vanessa Berteaux     | Rita Takacs Paleologou Eleftheria       |
| Poids mouches (-51 kg)        | Hasibe Özer         | Dagmar Koch          | Viktoria Milo Viktoriya Usachenko       |
| Poids coqs (-54 kg)           | Yelena Karpacheva   | Audrey Garcia        | Camilla Munsterhjelm Kalliopi Geitsidou |
| Poids plumes (-57 kg)         | Henriette Birkeland | Zsuzsana Szuknai     | Galina Radionova Camilla Karlsson       |
| Poids légers (-60 kg)         | Tatyana Chalaya     | Elena Hadji          | Marina Chatzopoulou Nacera Baghdad      |
| Poids super-légers (-63,5 kg) | Myriam Lamare       | Nikoletta Gavka      | Eva Wahlström Yuliya Nemtsova           |
| Poids welters (-67 kg)        | Irina Sinetskaya    | Esther Durand        | Ivette Pruzsinsky Hanne Rahkola         |
| Poids super-welters (-71 kg)  | Olga Slavinskaya    | Nurhayat Hicyakmazer | Anita Ducza Émilie Cuénin               |
| Poids moyens (-75 kg)         | Svetlana Andreyeva  | Anna Laurell         | Iryna Karabelnikova Mehtap Bakis        |
| Poids lourds (-91 kg)         | Olga Domuladzhanova | Stéphanie Bof        |                                         |

### Tableau des médailles
| Place | Pays              | Médaille d'or, Europe | Médaille d'argent, Europe | Médaille de bronze, Europe | Total |
| ----- | ----------------- | --------------------- | ------------------------- | -------------------------- | ----- |
| 1     | Russie            | 6                     | 0                         | 4                          | 10    |
| 2     | France            | 2                     | 4                         | 2                          | 8     |
| 3     | Turquie           | 2                     | 1                         | 2                          | 5     |
| 4     | Norvège           | 1                     | 0                         | 0                          | 1     |
| 5     | Hongrie           | 0                     | 2                         | 4                          | 6     |
| 6     | Grèce             | 0                     | 1                         | 3                          | 4     |
| 7     | Suède             | 0                     | 1                         | 1                          | 2     |
| 8     | Allemagne         | 0                     | 1                         | 0                          | 1     |
| 8     | Moldavie          | 0                     | 1                         | 0                          | 1     |
| 10    | Finlande          | 0                     | 0                         | 3                          | 3     |
| 11    | Ukraine           | 0                     | 0                         | 1                          | 1     |
| Total | 11 pays médaillés | 11                    | 11                        | 20                         | 42    |